# 小行星1331
小行星1331（1331 Solvejg）是一颗围绕太阳公转的小行星。1933年8月25日，格利果利·N·諾伊明在克里米亚发现了此天体。
該小行星以挪威劇作家亨里克·易卜生的劇作《培爾·金特》的登場角色索爾薇格（Solvejg）命名。
这颗小行星的绝对星等为185.5353372226191等。